# Враг общества (фильм, 2002)
«Враг общества» (кор. 공공의 적) — южнокорейский полицейский детективный боевик и криминальная драма. Премьера состоялась 25 января 2002 года. Фильм был положительно оценён как зрителями так и критиками, и
его просмотрело свыше 3 миллионов зрителей в Южной Корее. Соль Гён Гу за роль фильме был награждён премией Grand Bell Awards в номинации лучший актёр. В 2005 году вышел сиквел Враг общества 2, а в 2008 году — Враг общества 3.

## Сюжет
Криминальный боевик повествует об противостоянии полицейского Кан Чуль Джуна (Соль Гён Гу) и психопата убийцы Чо Гю Хвана (Ли Сончже).

## Роли исполняли
- Соль Гён Гу — Кан Чуль Джун
- Ли Сончже — Чо Гю Хван
- Kang Shin-il — главный следователь Нот
- Kim Jeong-hak — детектив Ким
- Do Yong-gu — детектив Нам

## Перевод
Перевод и озвучивание на русский язык представлен в виде многоголосного закадрового.